# Astronomietoren

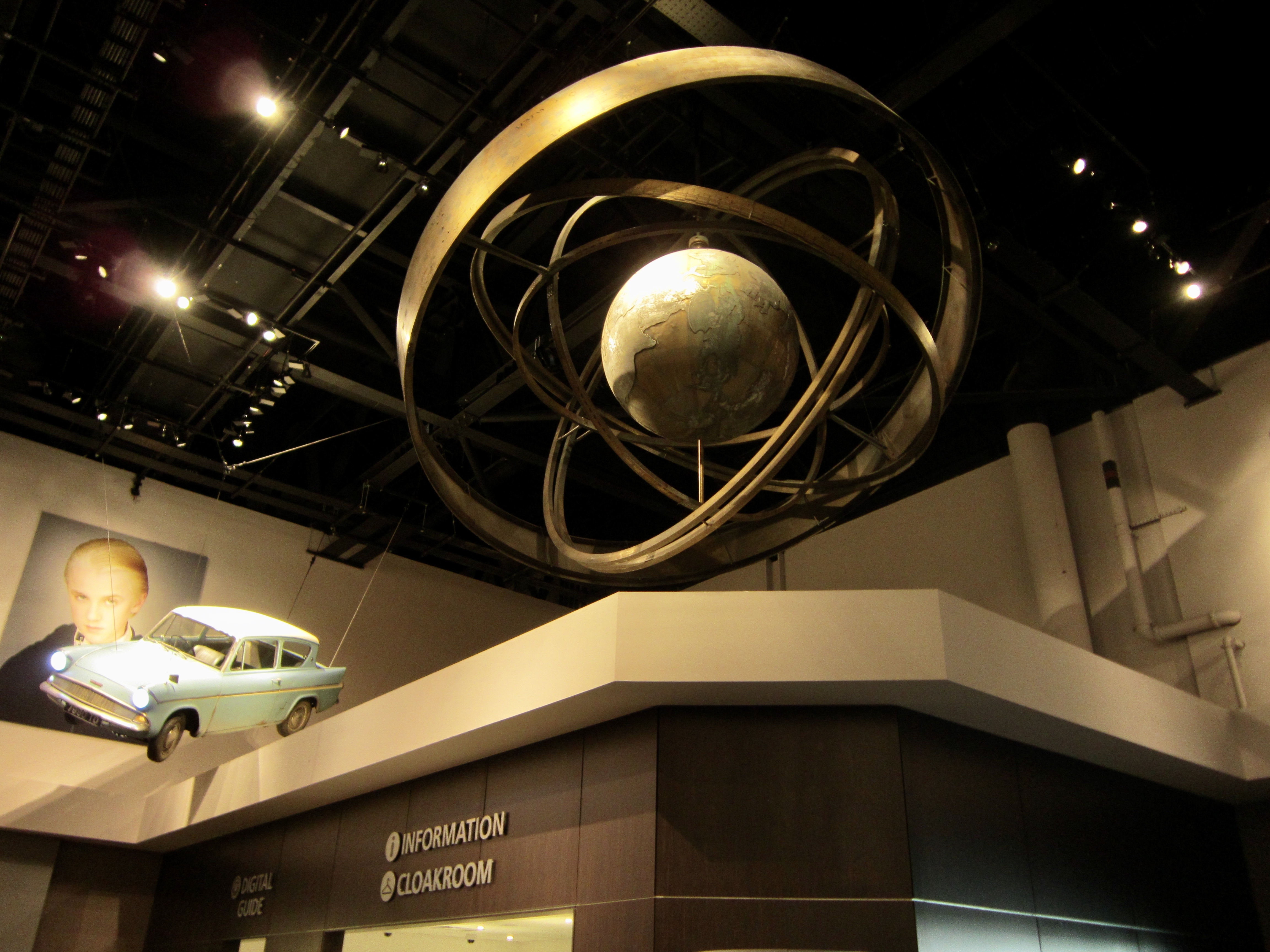
Beeld in de Astronomietoren

De Astronomietoren (Engels: Astronomy tower) is een deel van het kasteel van Zweinstein, de Toverschool uit de boeken over Harry Potter van schrijfster J.K. Rowling.
Hierin geeft Professor Aurora Sinistra les Astronomie aan de leerlingen van Zweinsteins Hogeschool voor Hekserij en Hocus-Pocus. Boven op de toren kan er met telescopen worden gekeken naar de sterren en andere hemellichamen.

## Voorkomen in de boeken

### Harry Potter en de Steen der Wijzen
In het eerste deel geven Harry Potter en Hermelien Griffel de draak Norbert aan een groep vrienden van Charlie Wemel, die Norbert bij hem zullen afleveren. Nadat zij van de toren beneden aankomen worden zij opgewacht door Argus Vilder die hen kan zien, omdat ze de onzichtbaarheidsmantel boven aan de toren vergeten zijn.

### Harry Potter en de Orde van de Feniks
In het vijfde deel vindt 's nachts het examen voor Astronomie plaats. Echter, de studenten worden behoorlijk afgeleid als er plots beneden op het terrein een duel plaatsvindt als Omber van plan is Hagrid mee te nemen. Als professor Anderling achter Omber aan komt, wordt ze door enkele verlammingsspreuken geraakt en moet ze direct naar de ziekenzaal en wordt later verplaatst naar St. Holisto's Hospitaal voor Magische Ziektes en Zwaktes.

### Harry Potter en de Halfbloed Prins
De toren was ook de plaats waar professor Albus Perkamentus, in het zesde boek, is gedood door Severus Sneep. Nadat Harry en Perkamentus terugkwamen van hun zoektocht naar een van Voldemorts Gruzielementen, zagen ze boven deze toren het Duistere Teken zweven. Toen ze naar boven gingen, kwamen Draco Malfidus, Amycus, Alecto, Fenrir Vaalhaar, Bellatrix van Detta en nog een Dooddoener naar boven. Draco Malfidus had de opdracht Perkamentus te vermoorden. Na veel getreuzel van Malfidus kwam Severus Sneep hem uiteindelijk te hulp. Hij doodde Perkamentus en vluchtte samen met Malfidus en de Dooddoeners.